# Bleed
«Bleed» (с англ. — «кровоточить») — третий сингл метал-группы Soulfly, выпущенный в 1998 году с одноимённого альбома Soulfly. Песня была написана и записана Максом Кавалерой совместно с вокалистом группы Limp Bizkit Фредом Дёрстом в качестве гостевого вокала. Также был приглашён ещё один из участников Limp Bizkit DJ Lethal, который принимал участие в записи композиции. «Bleed» — дань уважения пасынку Кавалеры Дана Уэллс, который погиб в аварии в 1996 году
На песню «Bleed» был снят и выпущен видеоклип, ставший первым у Soulfly. В съемках клипа также принял участие Фред Дёрст.

## Список композиций
| №                   | Название                                    | Длительность |
| ------------------- | ------------------------------------------- | ------------ |
| 1.                  | «Bleed»                                     | 4:07         |
| 2.                  | «No Hope = No Fear»                         | 4:37         |
| 3.                  | «Cangaceiro»                                | 2:19         |
| 4.                  | «Ain't No Feeble Bastard» (Discharge cover) | 1:38         |
| Общая длительность: | Общая длительность:                         | 12:41        |

| №                   | Название            | Длительность |
| ------------------- | ------------------- | ------------ |
| 1.                  | «Bleed»             | 4:07         |
| Общая длительность: | Общая длительность: | 4:07         |

## Участники записи
Soulfly
- Макс Кавалера — вокал, гитара, беримбау (1), ток-бокс (2)
- Джексон Бандеира — гитара
- Селло Диас — бас-гитара
- Рой Майорга — барабаны

Приглашенные музыканты
- Фред Дёрст — речитатив (1)
- DJ Lethal — скретч (1)
- Джорге Ду Пеиксе — перкуссия (3)
- Гилмар Болла Оито — перкуссия и треугольник (3)